# Hermann Funk
Hermann Funk (* 7. November 1911 in Schlutup; † 26. Dezember 1978 in Bremen) war ein deutscher Politiker (SPD). Er war Mitglied der Bremischen Bürgerschaft und Ortsamtsleiter.

## Biografie

### Familie, Ausbildung und Beruf
Funk zog 1919 mit seinen Eltern nach Bremen. Er absolvierte von 1926 bis 1929 eine Lehre bei der Allgemeinen Ortskrankenkasse und war danach als Verwaltungsangestellter bei der AOK tätig. Von 1940 bis 1945 diente er als Soldat bei der Fliegerhorstkommandantur in Bremen.
Nach dem Krieg nahm er seine alte Tätigkeiten bei der AOK wieder auf und wurde Leiter der Verwaltungsstelle in Bremen-Sebaldsbrück.
1964 wurde er zum Amtsvorsteher des Ortsamtes Bremen - Hemelingen gewählt. Bis 1974 war er als Ortsamtsleiter tätig.

### Politik
Funk beantragte am 27. November 1937 die Aufnahme in die NSDAP und wurde rückwirkend zum 1. Mai desselben Jahres aufgenommen (Mitgliedsnummer 5.687.396). Von Mai 1938 bis Februar 1940 war er Kraft durch Freude-Ortswart der Deutschen Arbeitsfront in Hemelingen.
Im April 1948 aufgrund der Weihnachtsamnestie als „nicht betroffen“ entnazifiziert.
Ende der 1940er Jahre wurde er Mitglied der SPD und nahm verschiedene Funktionen in der Partei wahr. Er war von 1951 bis 1964 Mitglied des Beirats Hemelingen.

Von 1966 bis 1967 war er Mitglied der Bremischen Bürgerschaft und in verschiedenen Deputationen der Bürgerschaft tätig. Wegen der dann geltenden Regelung der Unvereinbarkeit von Amt oder Bürgerschaftsmandat gab er dieses Mandat auf.

### Ehrungen
- Die Hermann-Funk-Straße in Bremen-Hemelingen wurde nach ihm benannt.